# Michelle Kroppen
Michelle Kroppen, född 19 april 1996, är en tysk bågskytt. Hon deltog vid olympiska sommarspelen 2020.